# Hubert Holtmann
Johann Hubert Hermann Holtmann (* 31. Mai 1864 in Xanten; † 17. April 1914 in Münster) war ein deutscher Architekt, der in Münster lebte und wirkte.

## Leben
Hubert Holtmann führte um 1900 ein Architekturbüro in der Kanalstraße 8 in Münster. Er entwarf private und öffentliche Gebäude in Münster und in Westfalen. Seine stilistische Bandbreite erstreckte sich von historistischen Projekten über Jugendstil-Bauten bis hin zu frühmodernen Gebäuden.

## Bauten und Entwürfe
- 1896: Villa für den Textilfabrikanten Casparus Schlikker in Schüttorf, Bentheimer Straße 55
- 1897: Villa für den Textilfabrikanten Friedrich Dütting in Nordhorn, Bahnhofstraße 10
- 1899: Villa Winkel für den Industriellen Anton Laurenz in Ochtrup, Winkelstraße 1
- 1899: Giebel-Umbau am Geschäftshaus Prinzipalmarkt 20 in Münster[1]
- 1899: Umbau des Geschäftshauses Prinzipalmarkt 27 in Münster (im Krieg zerstört)[2]
- 1901: Kurhaus in Rheine
- 1901: Wettbewerbsentwurf für das Westfälische Provinzialmuseum in Münster (Ankauf, nicht ausgeführt)[3]
- um 1903: Wohnhaus Neubrückenstraße 25 in Münster (im Krieg zerstört)[4]
- 1904–1906: Altes Rathaus in Ahlen, Markt 15 (heute Volkshochschule)
- 1904: Umbau des Hotels Rautenkranz in Eisenach, heute Stadtverwaltung (Neorenaissance)
- 1906: neues Turmgeschoss der St.-Martini-Kirche in Münster (als Wiederaufbau nach Brand)[5]
- 1906: Geschäftshaus Michaelisplatz 1/2 in Münster (im Krieg zerstört)[6]
- 1906: Fassadengestaltung des Verwaltungsgebäudes der Handelskammer zu Osnabrück in Osnabrück, Schlagvorder Straße 17 (am 13. September 1944 kriegszerstört)[7]
- 1906: Wohn- und Geschäftshaus Holtermann in Ahlen, Markt 10
- um 1906: städtische Kinderbewahranstalt in Ahlen, Ostwall
- um 1906: Wohnhaus Linnemann in Ahlen, Gerichtsstraße
- 1909: Erweiterungsbauten (Bäckerei und Lagerhaus mit Turm) der Weberei Gebrüder Laurenz in Ochtrup
- 1909/1910: Kinderkurheim „Haus Sonnenschein“ in Rheine
- vor 1910: Wettbewerbsentwurf für einen Neubau der Sparkasse in Münster, Königsstraße 6/7[8]
- 1908–1910: neue Hauptverwaltung der Landesversicherungsanstalt Westfalen in Münster, Bispinghof (Ersatzbau nach Brand)[9]
- 1910–1913: Kaufhaus Rawe in Münster, Salzstraße 26/28 (heute Stadtmuseum Münster)